# Марсов поларни лендер
Марсов поларни лендер (енгл. Mars Polar Lander), познат и под називом Марс сурвејор '98 лендер, била је роботска свемирска сонда – лендер коју је агенција НАСА лансирала ка Марсу 3. јануара 1999. године са циљем да испита тло и климу региона Planum Australe (у преводу са латинског „Јужне равнице”), који се налази близу јужног пола црвене планете. Лендер је био део програма Марс сурвејор '98, који је поред овог лендера чинио и орбитер Марсов климатски орбитер. Међутим, 3. децембра 1999. године, након фазе уласка у атмосферу и слетања, лендер није поново успоставио комуникацију са Земљом као што је планирано. Анализа телеметрије након губитка контакта установила је да су ракетни мотори највероватније прерано угашени, на великој висини изнад површине планете, тако да је лендер у површину ударио великом брзином и распао се. Лендер је са собом носио и два импактора, названа Дубоки свемир 2 А и Б, који је требало да у површину ударе великом брзином, без успоравања, и продру до око једног метра дубине. Тако би истражили подповршински састав тла. Међутим, и са овим сондама је контакт изгубљен након фазе уласка у атмосферу.